# جاروم إيجينلا
جاروم إيجينلا (بالإنجليزية: Jarome Iginla)‏ (و. 1977  م) هو لاعب هوكي الجليد  كندي، ولد في إدمونتون، شارك في الألعاب الأولمبية الشتوية 2006، والألعاب الأولمبية الشتوية 2010، والألعاب الأولمبية الشتوية 2002، مركز لعبه هو جناح ‏.

## جوائز
حصل على جوائز منها:
- Mark Messier Leadership Award [الإنجليزية]‏ في 2009[7][8]
- NHL Foundation Player Award [الإنجليزية]‏ في 2004[9]
- Maurice "Rocket" Richard Trophy [الإنجليزية]‏ في 2004[10][11]
- King Clancy Memorial Trophy [الإنجليزية]‏ في 2004[12][13]
- جائزة أرت روس  [لغات أخرى]‏ في 2002[14][15]
- Maurice "Rocket" Richard Trophy [الإنجليزية]‏ في 2002[10][11]
- جائزة ليستر بولز بيرسون  [لغات أخرى]‏ في 2002[16][17]

## وصلات خارجية
- جاروم إيجينلا في قاعدة بيانات الأفلام على الإنترنت
- جاروم إيجينلا  على موقع SportsReference  - سبورتس رفرنس